# Нишитокио
Нишитокио (јап. 西東京市) град је у Јапану у префектури Токио. Према попису становништва из 2005. у граду је живело 189.735 становника.

## Становништво
Према подацима са пописа, у граду је 2005. године живело 189.735 становника.
| 1995.   | 2000.   | 2005.   |
| ------- | ------- | ------- |
| 175.073 | 180.885 | 189.735 |